# Bolívar Ruiz
Bolívar Gustavo Ruiz Haro (Cotacachi, 29 aprile 1958) è un ex calciatore ecuadoriano, di ruolo centrocampista.

## Carriera

### Club
Ha sempre giocato nel campionato ecuadoriano.

### Nazionale
Con la maglia della nazionale giocò 14 partite e prese parte alla Copa América 1983.